# Hooligan's Holiday
«Hooligan's Holiday» es una canción de la banda estadounidense de heavy metal Mötley Crüe, lanzada en su álbum homónimo de 1994 siendo una de las canciones más icónicas de ese disco.
La letra de la canción fue escrita por el vocalista/guitarrista John Corabi y el bajista Nikki Sixx, mientras que la música fue escrita por Corabi, Sixx, el baterista Tommy Lee y el guitarrista Mick Mars.

## Lanzamiento
Lanzado como sencillo en 1994, fue el primer sencillo que contó con Corabi en la banda. Un video de la canción fue producida y recibió airplay en MTV. El sencillo fue lanzado en una variedad de paquetes, incluyendo un sencillo en CD, vinilo de 7" y un vinilo de 12" (que viene con una pegatina con el nuevo logo de la banda).

## Lista de canciones
Todas las canciones escritas por Nikki Sixx, John Corabi, Mick Mars y Tommy Lee.
1. «Hooligan's Holiday» (Brown Nose Edit)
2. «Hooligan's Holiday» (LP versión)
3. «Hypnotized»

## Posiciones
| Lista (1994)                   | Posición |
| ------------------------------ | -------- |
| UK Singles Chart               | 36       |
| US Billboard Album Rock Tracks | 10       |

## Otras apariciones
«Hooligan's Holiday» también aparece en los siguientes álbumes recopilatorios de Mötley Crüe:
- Supersonic and Demonic Relics
- Red, White & Crüe

## Remixes
Una versión remix de Skinny Puppy fue producida en 1994.